# 휴 헤프너

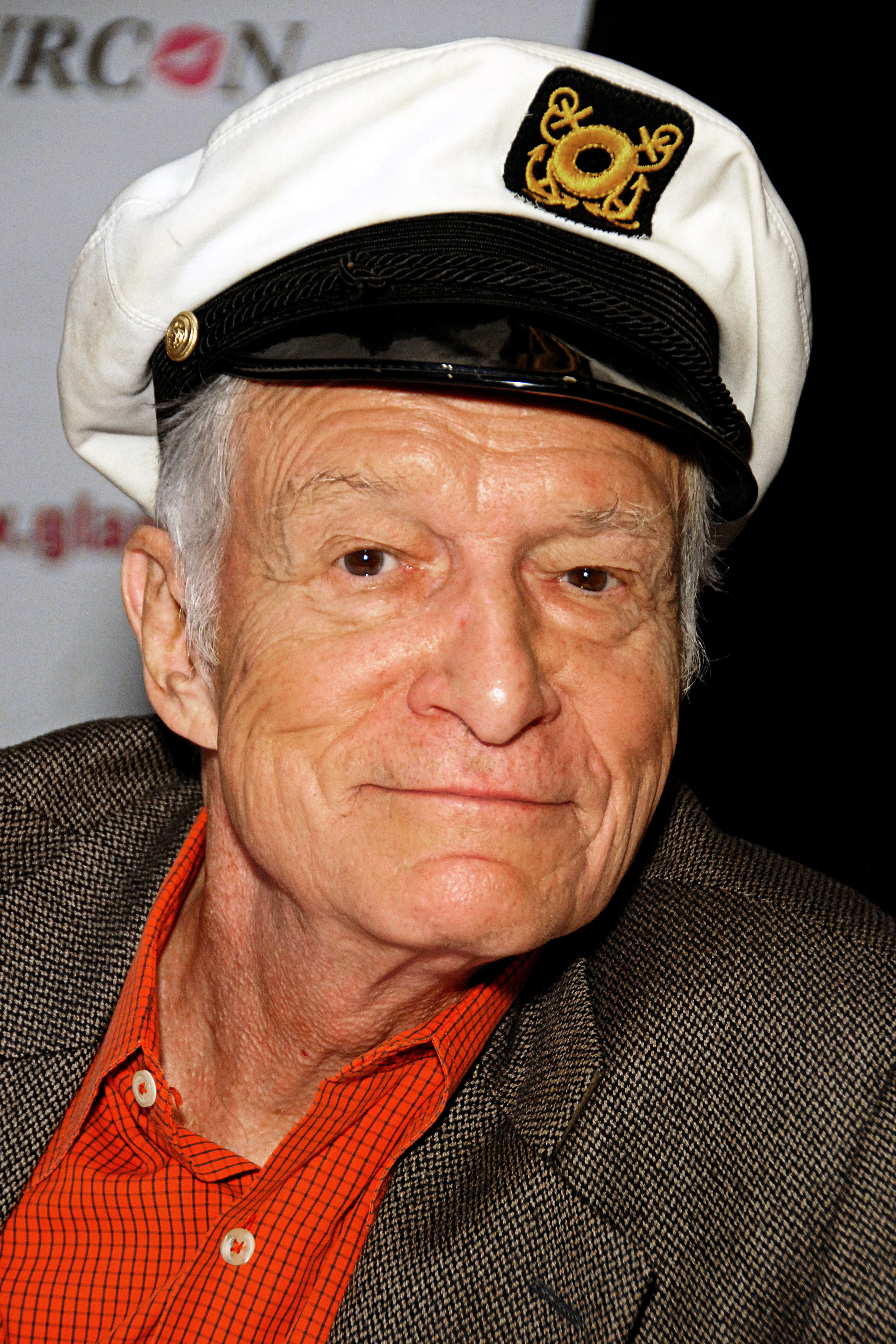
2010년의 휴 헤프너.

휴 마스턴 헤프너(영어: Hugh Marston Hefner, 1926년 4월 9일 ~ 2017년 9월 27일)는 미국에 있는 플레이보이 엔터프라이즈 주식회사(Playboy Enterprises, Inc.)의 창업자이다. 1953년 남성용 성인잡지인 《플레이보이》를 창간했다. 플레이보이의 토끼 머리 로고는 세계에서 가장 잘 알려진 상표 중 하나이다.
휴 헤프너는 성에 관해서 청교도적인 엄격한 기준을 가지고 있던 미국에 《플레이보이》라는 거대한 포르노 왕국을 건설했다. 자기 자신을 단순한 사업가라기보다는 성혁명가, 사회운동가라고 이야기한다. 텔레비전 방송에 다수의 동거녀와 함께 출연하거나, 이제까지 동침한 여자가 2천 명이 넘는다는 발언을 서슴지 않는 등 엽기적이고 충격적인 행위를 공개적으로 해왔다.

## 유년기
1926년 4월 9일 미국 일리노이주 시카고 시에서 학교 교사였던 글렌 헤프너와 그레이스 스완슨의 첫째 아들로 태어났다. 밑으로 남동생이 한명 있다. 어릴 때 아이큐가 152라고 밝혀져 수재 소리를 들었지만 학교 공부에는 큰 흥미를 보이지 않았다고 한다. 고등학교를 졸업한 후 2년간 미국 육군에서 발행하는 미군 신문에서 기자로 일했다. 그 후 일리노이 대학교 어바나-샴페인에서 심리학과 창의적 글쓰기 복수 전공을 했으며, 2년 반 만에 우수한 성적으로 졸업했다. 명문 사립대인 노스웨스턴 대학에서 사회학 대학원 과정을 밟기도 했다.

## 플레이보이 창간
대학 졸업 후 주간잡지 《에스콰이어》에서 2년간 작가로 일했으며, 27살 때였던 1953년에 친구들과 부모에게서 빌린 8000달러의 사업자금으로 <플레이보이>를 창간했다. 창간호는 무려 750만부나 팔려 나가는 그 당시에는 믿을 수 없는 기록을 세웠다. 60년 가까이 플레이보이지를 발행해온 휴 헤프너의 재산은 4300만 달러(약 526억원)를 넘는다고 한다. 1990년대부터 플레이보이 엔터프라이즈 회사의 최고 경영자로 일하던 휴 헤프너의 딸 크리스티 헤프너는 올해 2009년에 회사를 떠났다고 한다. 인터넷 포르노의 범람과 무료 인터넷 성인 콘텐츠의 증가 때문에 <플레이보이> 회사 사업이 요즘에는 크게 하락증세를 보인다고 한다

## 가족 관계
노스웨스턴 대학원 재학 중 만난 동급생인 밀드레드 윌리엄스와 1949년 결혼했다. 연애시절 때 밀드레드는 휴 헤프너가 군대에 가 있는 동안 다른 남자와 동거했다고 하며, 그 사실을 숨기고 있다가 결혼 전날에 고백했다고 한다. 휴 헤프너는 그 순간을 인생에서 가장 충격적인 순간 중 하나였다고 한다. 밀드레드는 휴 헤프너가 <플레이보이>를 창간한 후 여러명의 플레이보이 모델들과 사귀어도 그 전 일의 죄책감 때문에 아무 말을 안했다고 한다. 밀드레드의 사이에 딸 크리스티 헤프너와 아들 데이비드 헤프너를 두었으며, 둘은 1959년에 이혼했다. 1989년에 <플레이보이> 모델인 킴벌리 콘래드와 재혼했으며, 마스톤, 쿠퍼 두 아들을 두었다. 2009년 현재 이혼 절차를 밟고 있다고 한다.

## 플레이보이 엔터프라이즈 주식회사
플레이보이 엔터프라이즈의 2008년 매출액은 약2억9천만 달러(3천4백억 원)이었으며, 2008년 총 직원 수는 626명이었다. 회사의 주식은 뉴욕 증권거래소(NYSE)에서 거래되고 있다. <플레이보이> 성인잡지 외에도 DVD 등을 통해 매출액을 올리고 있으며, 플레이보이의 토끼 머리 로고를 사용한 패션사업에도 진출하고 있다.

## 같이 보기
- 표현의 자유
- 사상의 자유
- 플레이보이
- 허슬러
- 래리 플린트